# 南里悦史
南里 悦史（なんり よしふみ、1944年7月27日 - ）は、日本の教育学者。九州大学名誉教授。

## 略歴
佐賀県生まれ。東京大学教育学部卒、同大学院教育学研究科博士課程満期退学。1998年「生涯学習の地域基盤形成と市町村社会教育行政の研究 地域集団の計画主体形成」で九州大学より博士（教育学）の学位を取得。東京都教育研究所研究主事。九州大学教育学部社会教育学講座助教授、教授、同人間環境学研究院教授(生涯学習論研究室)。2008年定年退任、名誉教授、東京農工大学共生科学技術研究院教授、福岡県立大学教授、学校法人旭学園佐賀女子短期大学学長を務めた。

## 著書
- 『子どもの生活体験と学・社連携 生活環境と発達環境の再構築』光生館 1999

### 共編著
- 『子どもの発達と日常生活 学力と人格を育てる』酒匂一雄共著 ぎょうせい 1984
- 『現代教育の課題』神田修, 住田正樹,望田研吾共編著 北樹出版 1991
- 『あすへの生涯学習と地域づくり』編著. 光生館 1993
- 『現代教育学を学ぶ』神田修、住田正樹, 望田研吾共編著 北樹出版 1996
- 『校区公民館の再構築 福岡の校区公民館の歴史と実践』 (叢書地域をつくる学び）松田武雄共編著 北樹出版 2005
- 『教育と生活の論理 子どもの生活力とおとなの教育力』編著 光生館 2008
- 『子どもの生活体験学習をデザインする』上野景三, 井上豊久, 緒方泉共編著 光生館 2010
- 『短期大学教育の新たな地平』安部恵美子共編著 北樹出版 2018

## 論文
- <南里悦史